# Apple Studios
 (транскр.  Епл стјудиос) америчка је продуцентска кућа са седиштем у Калвер Ситију. Производи телевизијске серије и филмове за Apple TV+.
Телевизијске серије приказује под називом Apple Original Series, а филмове као Apple Original Films.